# どろぬま仲裁人
『どろぬま仲裁人』（どろぬまちゅうさいにん）は、2002年4月7日から同年9月29日まで一部日本テレビ系列局で放送された日本テレビ製作のバラエティ番組。放送時間は毎週日曜 10:55 - 11:25 (JST) 。

## 概要
人生相談をテーマにした番組で、毎回「依頼人」からの相談事に対し「仲裁人」たちが裁きを下すという内容で放送されていた。ロケを主体とする番組で、仲裁人役の者たちが持ち回りで依頼人もしくは相談事の当事者が住む場所まで訪れていた。杉良太郎担当の回では、芸人・桐畑トールの同棲先が収録現場になったことがある。
この番組はキー局の日本テレビが製作した番組だが、日本テレビ系列に属していてもこの番組を放送していなかったという地方局が幾つか存在していた。後に同枠後継番組『優香&ビビアンのムチャ修行!』を製作することになる中京テレビも、当時はこの番組を放送せずに『ぶらり途中下車の旅』を放送していた。
応募していた仲裁の依頼が、予想以上に集まらず、末期は「杉良太郎の豪邸訪問」等を行ったが、早期に打ち切りになった。
同番組終了後には「家庭の悩み仲裁スペシャル」が特番で放送された。

## 出演者
- 杉良太郎
- 泉ピン子

## スタッフ
- ナレーター - 景山聖子、窪田等
- 構成 - ヒロハラノブヒコ、外山信行
- 企画、総合演出、プロデュース - 中村博行
- 製作著作 - 日本テレビ